# Pierre Harter
Pour les articles homonymes, voir Harter.
Pierre Harter, né 29 février 1928, décédé à Paris le 19 juillet 1991, était un médecin français, qui ayant pour but de se spécialiser en pathologie tropicale est devenu ethnologue de fait notamment pour l'ouest et le littoral camerounais.

## Biographie
Arrivé au Cameroun en 1952 pour une évaluation, puis pour y passer beaucoup plus de temps ensuite dans ce qui constitue aujourd'hui les régions nord-ouest et ouest où il réussit à prendre contact avec la population et aboutit à soigner leurs familles de la lèpre et de la malaria. C'est ainsi qu'en remerciement il reçut les premiers objets des chefs locaux bamiliké et bangwa (poteaux, tabourets, masques),
Après avoir documenté le rôle social des fons, ainsi que l'organisation de la  chefferie Bamiliké, il se concentrera à faire valoir la grande richesse plastique des masques de la région nord-ouest du Cameroun et du logone au Tchad, ce qui aboutit à l'acquisition de 280 à 330 objets

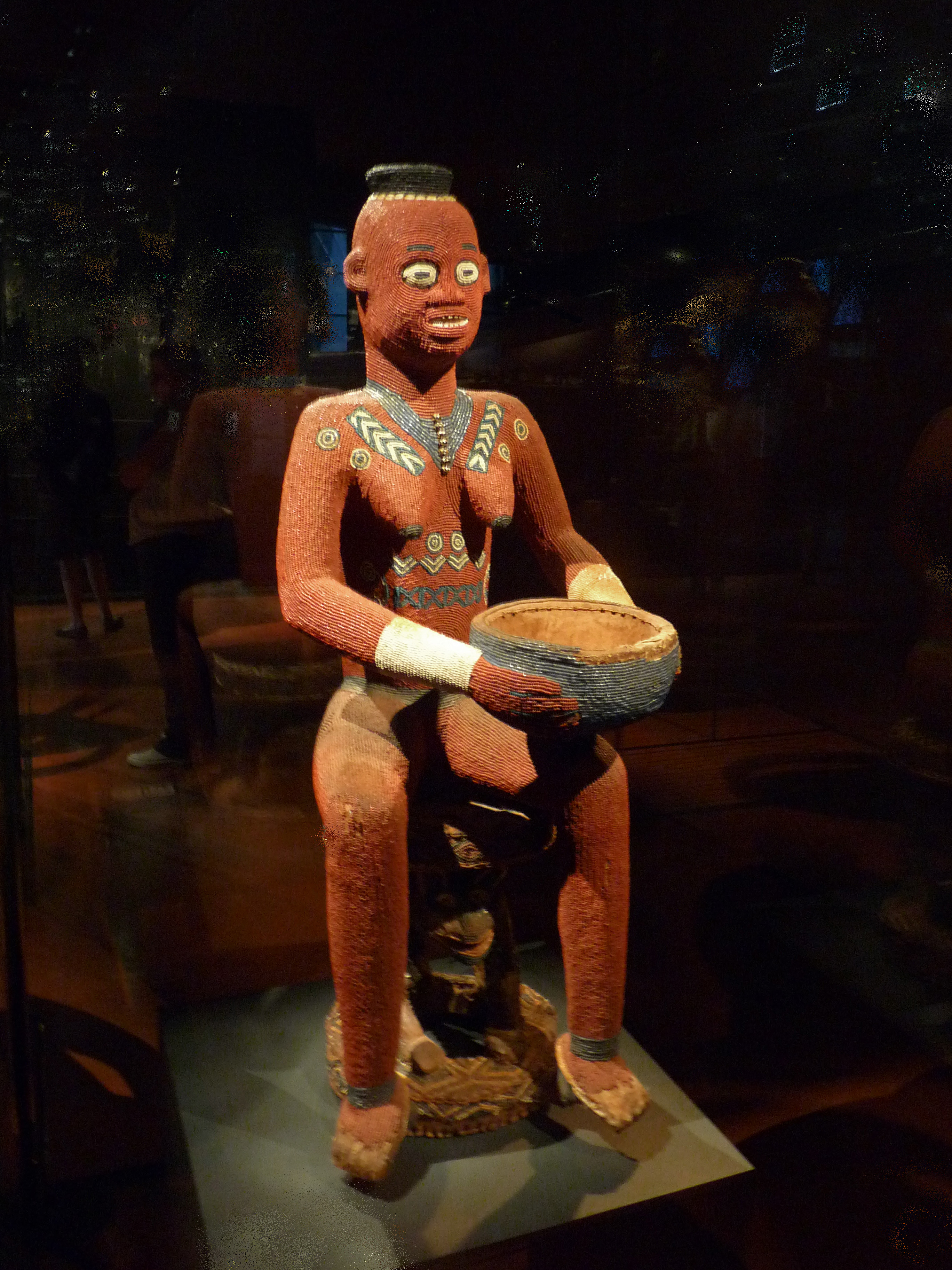
une des plus belles pièces du legs visible au Quai Branly

Après 34 ans passés au Cameroun, Pierre Harter meurt en France et son testament est respecté, en léguant sa collection de 280 pièces à sa mort à l’État Français. Il permit donc de conserver 53 pièces exceptionnelles, exposées aujourd'hui au Quai Branly comme la Reine porteuse de coupe, ou le masque de la société secrète Proh.

## Publications

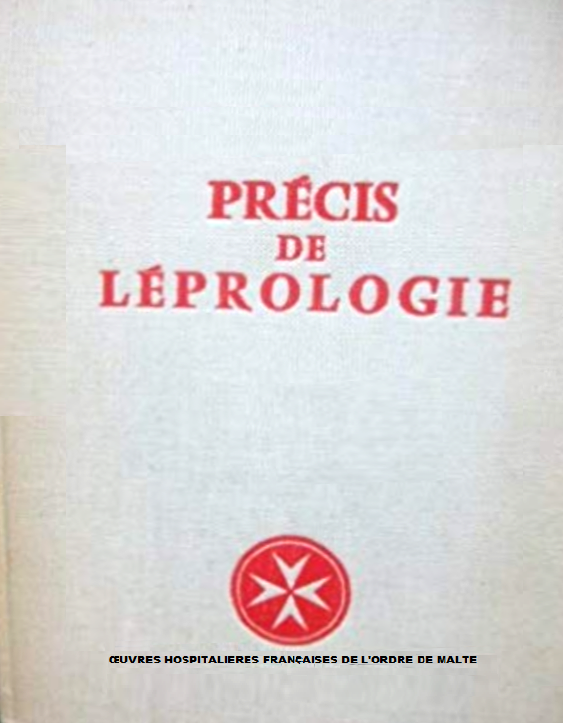

- Précis de Léprologie 1968
- Le Lakam : stage initiatique des chefs Bamile ´ke´ s, 1969.
- Les masques batcham, étude anthropomorphique et rôle social (publication 1972).
- Cahiers n°3, article, 1972.
- Le Ngondo.

- Arts anciens du Cameroun, 1986.
- Les rois sculpteurs, art et pouvoir dans le Grassland Camerounais - 1993 (photos des 53 pieces).

## Sources
- https://www.francetvinfo.fr/culture/patrimoine/art-africain-le-president-du-quai-branly-prone-la-circulation-plutot-que-leur-restitution_3351475.html
- ibafcampus, « Hommage academique au professeur jean-paul notue », sur over-blog.com, Le blog de ibafcampus, 5 mars 2012 (consulté le 31 décembre 2023)
- ventes au enchere François Ricqulès 21 juin 1995